# Cupra UrbanRebel

## Desarrollo
El Cupra UrbanRebel es un concept car eléctrico diseñado y desarrollado en Barcelona, por el fabricante español SEAT bajo su firma Cupra. Se presentó oficialmente el 1 de septiembre de 2021 en el Salón Internacional del Automóvil de Alemania. El modelo se desarrolla bajo la Plataforma MEB, que está diseñada para vehículos eléctricos del Grupo Volkswagen. Este primer prototipo tenía una apariencia de coche de competición, con un difusor trasero y un enorme alerón rectangular que incorpora la firma luminosa en su parte inferior con una tira de led que incluye el logo de Cupra iluminado en el centro.
Posteriormente se presentó un segundo prototipo Cupra UrbalRebel con un diseño más de calle, pero todavía con un diseño algo conceptual, aunque se anunció que este diseño se acerca más a la producción, del que su lanzamiento al mercado se estima que será en 2025. Este mismo prototipo se volvió a presentar en la IAA 2023 pero esta vez con el nombre Cupra Raval, que será el utilizado por el modelo de producción, el cual hace referencia al Barrio Raval de Barcelona, toponimia como la que ya utiliza el Cupra Born.
El UrbanRebel está equipado con un motor eléctrico continuo de 250 kW (340 hp), con una función de impulso a 320 kW (435 hp).

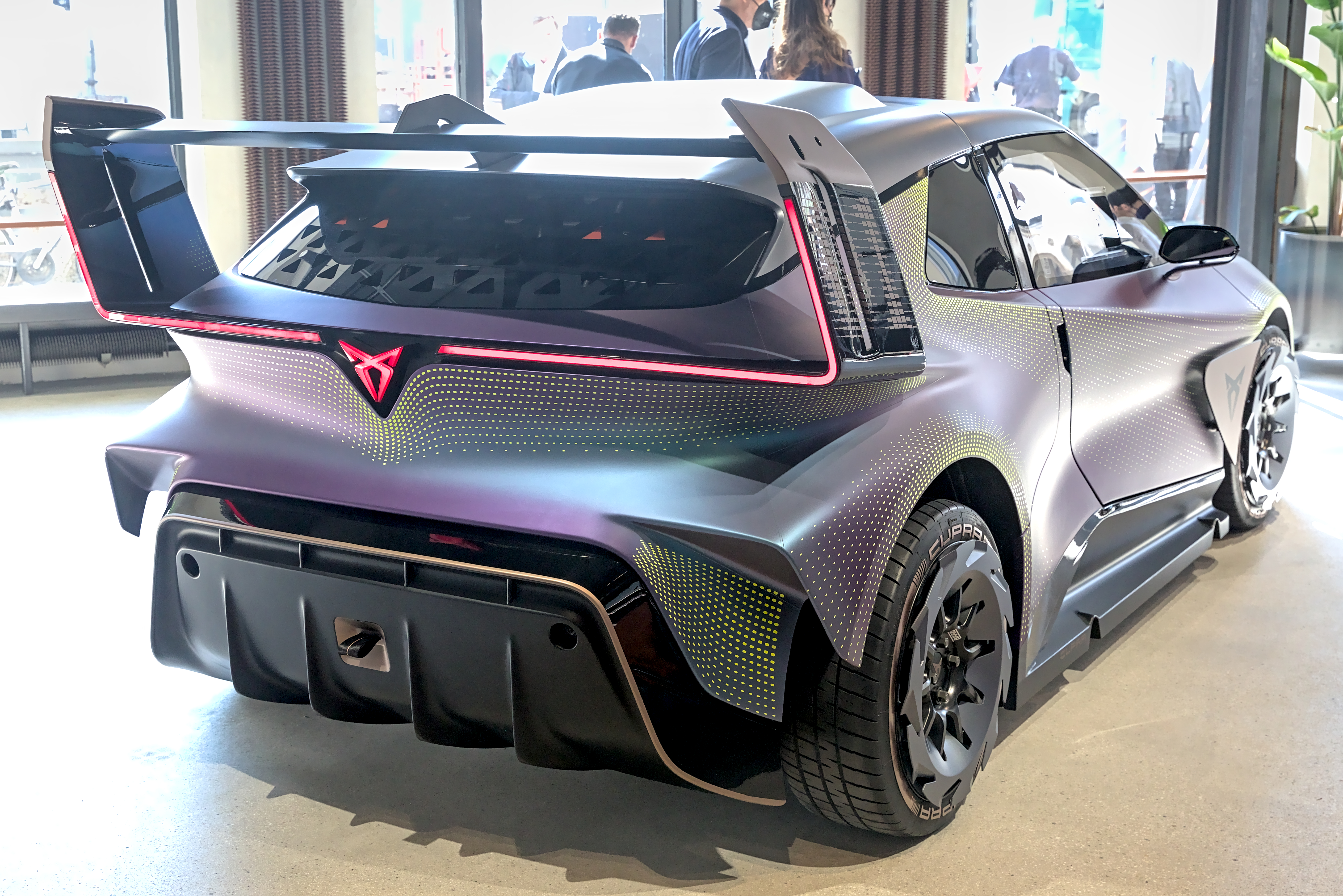
Cupra UrbanRebel prototipo competición vista posterior.
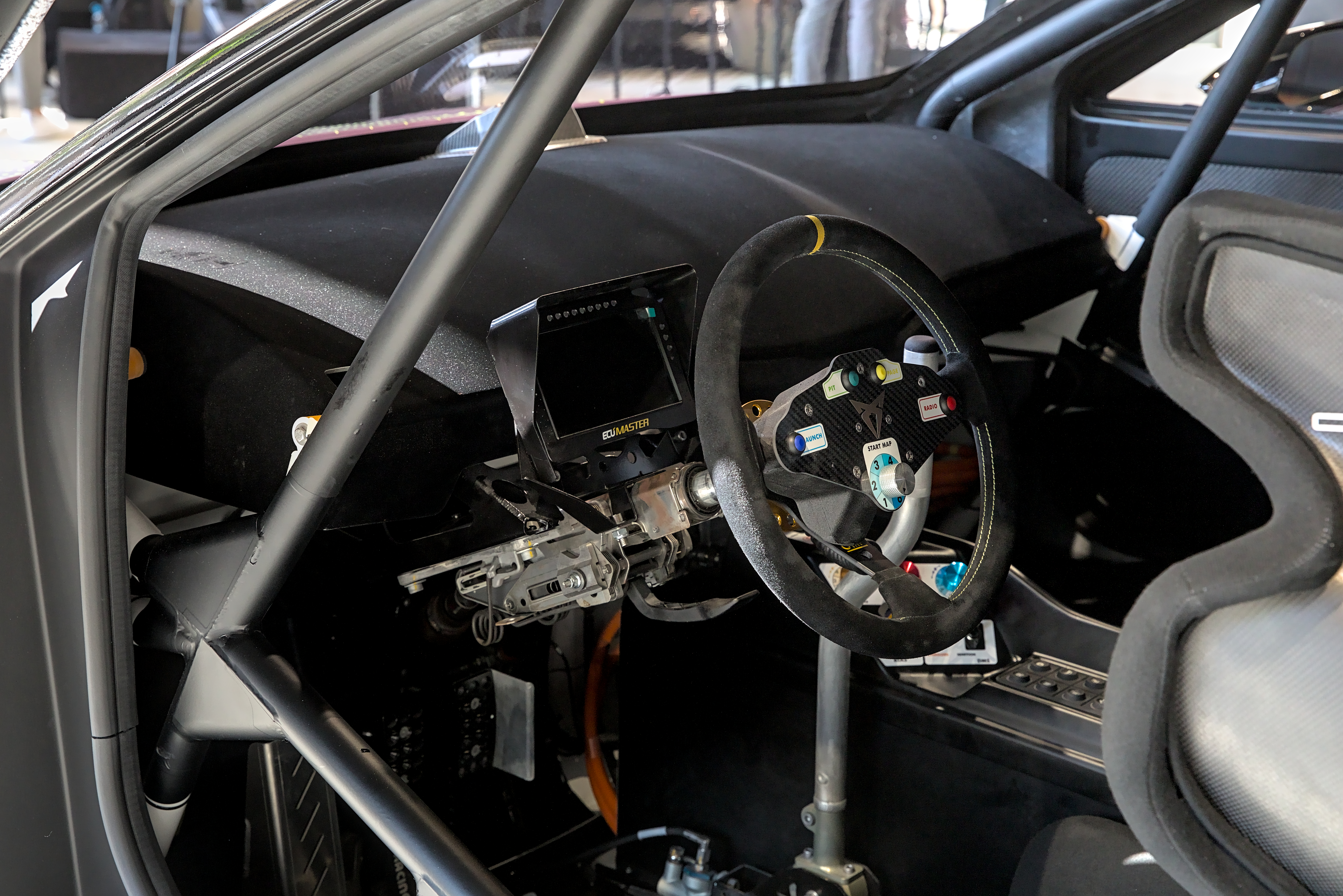
Cupra UrbanRebel prototipo competición vista interior.
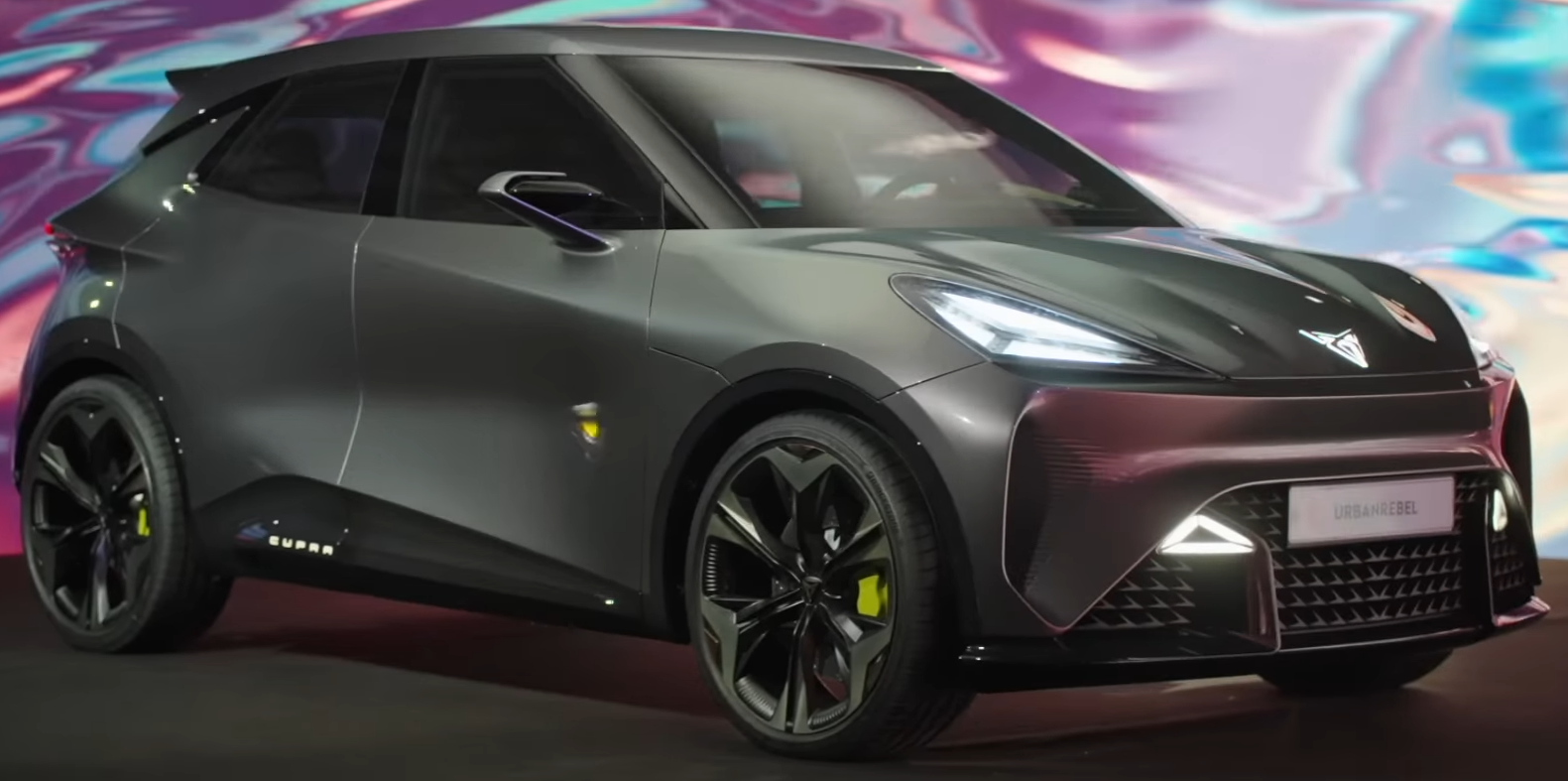
Cupra UrbanRebel prototipo versión de calle vista frontal.
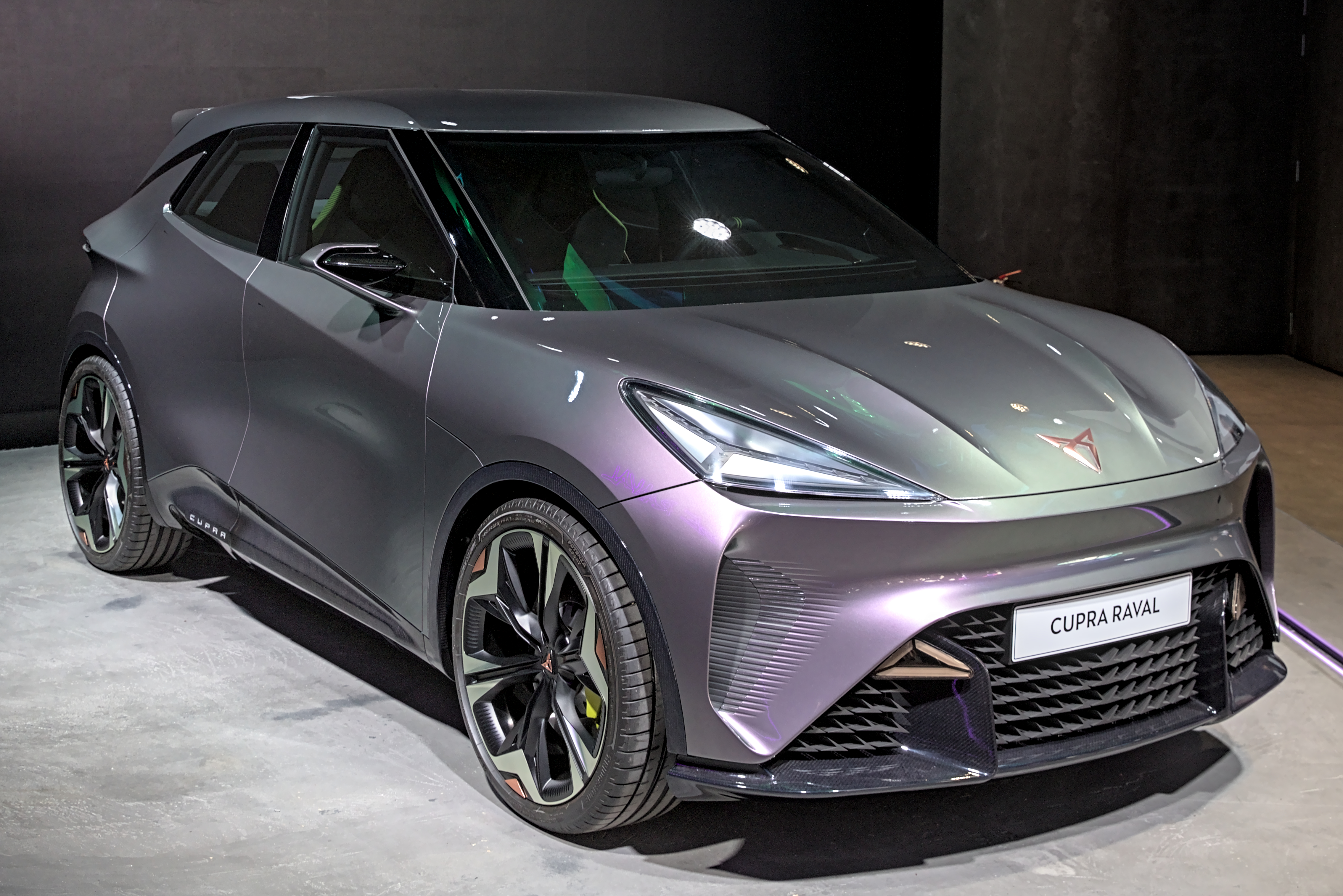
Cupra UrbanRebel ya con el nombre Raval, prototipo casi definitivo al que se comercializara vista frontal.